# Margarete Henning-Roth
Margarete Henning-Roth, auch Margarethe Henning-Roth oder Margaretha Henning-Roth (* 11. Juni 1899 in München; † nach 1961), war eine deutsche Schauspielerin.

## Leben
Henning-Roth wurde als Tochter des Postamtmanns Christian Henningund dessen Ehefrau Maria Dorn unter dem bürgerlichen Namen Margareta Berta Henning in München geboren. Sie besuchte die Höhere Mädchenschule. Ihre Schauspiel- und Gesangsausbildung erhielt sie bei Ernst von Possart und der Konzertsängerin Magda Lenau. Erste Bühnenengagements hatte sie am Stadttheater Tilsit, am Stadttheater Konstanz, am Theater Ulm und am Stadttheater Kaiserslautern. Anschließend spielte sie an verschiedenen Berliner und Münchner Bühnen (Münchner Kammerspiele). Im Deutschen Bühnenjahrbuch der Saison 1926/27 wird sie als gastierende Künstlerin und „Lehrerin der Redekunst“ mit Wohnsitz München geführt. Seit den 1930er Jahren wirkte sie auch am Residenztheater München. Nach dem Zweiten Weltkrieg ist sie von 1946 bis 1951 dort als festes Ensemblemitglied nachgewiesen. Henning-Roth war angeschlossenes Mitglied der Reichstheaterkammer.
Ab 1919 war Henning-Roth im Stummfilm tätig. Zwischen 1936 und 1956 ist als Schauspielerin im Tonfilm nachgewiesen. Sie spielte dort, mit matronenhafter Figur, zumeist kleine und Kleinstrollen, Chargen, dabei insbesondere weibliches Dienstpersonal (wie Kellnerin oder Garderobiere). Die IMDb führt als ihren ersten Film die bäuerliche Filmkomödie Der lachende Dritte aus dem Jahr 1936, wo sie als „Korpulente Dame mit Kind“ in der Besetzungsliste namentlich genannt wird. In Willi Forsts Filmlustspiel Serenade (1937) hatte sie einen Auftritt als „resolute Maßkellnerin“. In dem am 5. September 1941 uraufgeführten Film Komödianten verkörperte sie, unter der Regie von G. W. Pabst, die Garderobiere bei der Neuberin. In der Filmkomödie Einmal der liebe Herrgott sein (1942) von Hans H. Zerlett war sie gemeinsam mit Wastl Witt ein „braves Ehepaar aus der Provinz“. Sie stand 1944 in der Gottbegnadeten-Liste des Reichsministeriums für Volksaufklärung und Propaganda.
Nach dem Zweiten Weltkrieg hatte sie Nebenrollen in Heimatfilmen und Märchenfilmen. In der Schwarzweiß-Komödie Die drei Dorfheiligen (1949) spielte sie die Hilgermoserin, die Ehefrau des Dorfbürgermeisters Hilgermoser (Joe Stöckel). In dem Märchenfilm Tischlein deck dich (1956) spielte sie, an der Seite von Hans Elwenspoek, die Rolle der hinterhältigen Wirtin.
Henning-Roth übernahm diverse Rundfunk- und Fernsehrollen.
Sie heiratete 1924 den Verwaltungsbeamten Anton Roth. Im Deutschen Bühnen-Jahrbuch 1959 wird sie als in der Münchner Altstadt (München 2, Neuturmstraße 10) wohnhaft geführt. In Glenzdorfs Internationalem Film-Lexikon wird sie 1961 ebenfalls mit dieser Adresse geführt; als weiterer Wohnort ist dort Naring, Post Westerham im Landkreis Miesbach (mit Telefonanschluss in Feldkirchen) angegeben. Somit ist davon auszugehen, dass Henning-Roth 1961 noch gelebt hat. Über ihren weiteren biographischen Werdegang gibt es keine öffentlichen Informationen.

## Filmografie
- 1936: Der lachende Dritte
- 1937: Serenade
- 1939: Fasching[13]
- 1941: Komödianten
- 1942: Einmal der liebe Herrgott sein
- 1944/45: Wo ist Herr Belling?
- 1949: Die drei Dorfheiligen
- 1951: Frühlingsromanze
- 1955: Geliebte Feindin
- 1956: Tischlein deck dich